# Г'юберт Фарнсворт
Професор Г'юберт Дж. Фа́рнсворт  (Professor Hubert J. Farnsworth; народився 9 квітня, 2841) — персонаж мультиплікаційного серіалу Футурама. Власник служби доставки «Міжпланетний експрес». Надзвичайно старий навіть для XXXI століття: йому близько 160 років.
Професор — єдиний живий родич Фрая (за винятком клона професора К'юберта Фарнсворта), він є його пра-пра-пра-…-праонучатим племінником.

## Загальні відомості
Образ Професора багато в чому відповідає стереотипові «божевільного вченого». Він підстаркуватий, неврівноважений та непередбачуваний старий, водночас маніяк і геній. Його здібності та прагнення до створення різноманітних грандіозних винаходів часто наражають на небезпеку оточуючих, його самого і весь Всесвіт (а в одному випадку навіть один із паралельних усесвітів).
Професор викладає у Марсіанському університеті. В минулому працював у корпорації «Мамині дружні роботи», але здебільшого зайнятий вигадуванням сміховинних винаходів та самовбивчих місій для своєї команди. Працюючи в «Маминих дружніх роботах» мав роман із її директоркою Мамою, але покинув її разом з роботою, після того як Мама вирішила перетворити на зброю його винахід — іграшку «Котик-Муркотик».
Характерна фраза, яку часто вигукує Професор: «Чудова новина!», за якою часто йдуть новини погані, найчастіше чергове самовбивче завдання. У кількох випадках Професор вигукує «Погана новина!», презентуючи цим добрі новини. Найкурйозніше улюблена фраза Професора прозвучала у серії «Mother's Day»: «Чудова новина! По телевізору показують погані новини!»
Одним з найчастіше вживаних джерел гумору є загальна підстаркуватість та фізична немічність Професора. Будучи назагал дружнім і привітним, він інколи впадає в немотивоване злостиве презирство щодо першої-ліпшої речі. Професорові також властиві ексгібіціоністські нахили — він анітрохи не соромиться постати перед публікою голяка.
Професор — найстаріша людина з усіх, хто живе на Землі (не враховуючи кріогенно заморожених людей з минулого і голів у банках). Йому 160 років (як стверджується в серії «A Clone of My Own», а після купання у джерелі старіння в серії «Teenage Mutant Leela's Hurdles» він стає ще старішим.
Професор майже ніколи не турбується про безпеку своєї команди. Коли на початку серіалу його запитують «Що сталося зі старим [екіпажем]?», він відповідає: «Шкода бідола-а-ах… це неважливо! Головне, що мені потрібна нова команда!» Кар'єрні чіпи попередньої команди Професор дістає з конверту з промовистим написом «Вміст шлунку космічної оси».
Ще одним постійним жартом є те, що очі Професора ніколи не показуються глядачеві. Навіть у сценах, де він знімає окуляри, ракурс голови не дозволяє бачити очей. У сцені, де Мама знімає з нього окуляри («Mother's Day»), вона каже «Я більше ніколи не бачила таких білих красивих очей». Втім, очі Професора можна бачити в коміксах «Футурама».
Професор також страждає на генетичну хворобу під назвою «блукаючий міхур».

## Винаходи
Деякі з винаходів Професора:
- Велика біла акула, якій було імплантовано мозок Гітлера.
- Горили-альбіноси — для того, щоби викрикувати освідчення в коханні до Мами на дахах.
- Коробка з паралельним всесвітом у ній.
- Антитискові таблетки — для перебування під водою на великій глибині.
- Баскетбольна команда зі штучно виведених «атомних монстрів».
- К'юберт Фарнсворт — клон Професора.
- Годинник Смерті — показує час, який залишилося прожити, якщо встромити у нього палець.
- Електрична сосиска.
- Ультра-рентген — подібні до рентгену промені, які здатні просвічувати метал.
- Довготелес — рукавиця з видовженим пальцем, що дозволяє керувати приладами на «великій відстані».
- Котик-Муркотик — невинна дитяча іграшка, перетворена Мамою на смертоносну зброю.
- Нюхоскоп — дозволяє користувачу відчувати запах об'єктів на астрономічній відстані.
- Універсальний перекладач, здатний дешифрувати будь-яку мову Всесвіту (на жаль, перекладає лише на мертві і забуті мови(іврит)).
- Машина «а-що-якби?» — показує можливий сценарій розвитку подій після того, як поставлено гіпотетичне питання.
- Прилад для створення мікроскопічних клонів — завдяки йому стала можливою дослідницька подорож команди всередину організму Фрая задля винищення колонії хробаків-паразитів в серії «Parasites Lost», клони працюють за принципом «віртуальної реальності» — справжні герої в цей час перебувають в офісі у спецшоломах з окулярами.